# Schrony amunicyjne w Twierdzy Kraków
Schrony amunicyjne w Twierdzy Kraków – powstały w okresie ostatniej modernizacji Twierdzy Kraków. Były również ostatnimi murowanymi budowlami fortyfikacyjnymi w twierdzy. W porównaniu do innych szkół fortyfikacyjnych, pojawiły się późno, reprezentowały skromne wymiary i program funkcjonalny (np. w porównaniu z wielokomorowymi schronami zróżnicowanych typów w twierdzach pruskich).
W latach 1913–1915 zbudowano na zapleczach grup fortowych łącznie 18 schronów.
Nie znalazły się one jedynie w VIII-ej grupie, gdzie zastąpiły je kawerny schronowe kute w wapiennym podłożu. Zadaniem schronów amunicyjnych było zapewnienie bezpiecznego miejsca składowania rezerwy amunicji dla ruchomych odwodów artylerii i piechoty usytuowanej między i za fortami. Ze względu na swe niewielkie wymiary i stosunkowo rzadkie rozmieszczenie mogły służyć jedynie do przechowywania standardowej rezerwy liniowej amunicji.
Obecnie trudno ustalić czy we wszystkich przypadkach przeznaczone były do składowania amunicji artyleryjskiej czy strzeleckiej.
Sytuowano je zwykle w obniżeniach terenu i na osłoniętych przeciwzboczach na zapleczu grup fortowych, oraz przy głównych drogach dojazdowych łączących je z miastem (do wyjątków należy położony na wzgórzu schron "Węgrzce" i schron "Tonie" znajdujący się przy obwodowej drodze rokadowej).
Zrealizowane w latach 1913–1914 10 schronów oparte było na typowym projekcie opracowanym przed 1913 rokiem. Pozostałem 8 zbudowane w sezonach 1914–1915 wykonano według poprawionego projektu standardowego. Zmiany dotyczyły głównie zwiększenia odporności stropodachu (w wersji 1914) i rozwiązań detalu.
W miejsce ceglanych łuków odcinkowych nad otworami okiennymi wprowadzono stalowe nadproża i zewnętrzne wyprofilowanie w betonie. Zmianie uległa również ślusarka, okiennice (w wersji 1914–1915 wprowadzono pancerne), oraz sposób kształtowania stropodachu (spadek na stronę elewacji wejściowej w wersji 1914–1915). Niezależnie od wersji w nielicznych schronach zastosowano zwiększenie grubości ściany narażonej ze 150 do 180 cm (m.in. "Pasternik" i "Olszanica").
Wnętrza schronów posiadają jedno, duże pomieszczenie magazynowe doświetlone dwoma oknami. Podzielono je funkcjonalnie na przedsionek, (oddzielony ceglaną ścianką działową z otworem strzelnicy osłaniającej wejście) i właściwą izbę.
Budowa ścian i stropów podporządkowana została modelowi konstrukcyjnemu wprowadzonemu po roku 1897. Ściany narażone wykonano z kamienia łamanego (grubość 150 cm), elewacyjną z cegły (90 cm). Istnieją od tej zasady wyjątki np. wszystkie ściany schronów "Olszanica" i "Pasternik" wykonano z kamienia. Stalobetonowy stropodach posiadał grubość od 90 cm (w wersji 1913) do ok. 130 (w wersji 1914). Zupełnie indywidualny pod względem odporności jest schron "Las Wolski", (przy baterii FB 36) posiadający zwiększone grubości ścian i stropu. Szczególnym rozwiązaniem spotykanym w wersji 1913–1914 była pompa i cysterna na wodę, znajdująca się pod przedsionkiem.
W przypadkach zagłębionego usytuowania stosowano mury oporowe z kamienia osłaniające przestrzeń przed ścianą elewacyjną od osuwania się ziemi. Pomimo realizacji według typowego projektu nie powstały dwa jednakowe obiekty co należy do cech charakterystycznych austriackiej szkoły fortyfikacyjnej. 
Schrony stanowiące w okresie międzywojennym własność mienia wojskowego po ostatniej wojnie znalazły się w rękach prywatnych, co nie przyczynia się do ich dobrego stanu zachowania. Nieuregulowany i skomplikowany status prawnowłasnościowy gruntów i obiektów nie pozwolił dotąd przeprowadzić zagospodarowania i przejęcia obiektów. Spośród 18 zbudowanych schronów, 15 zachowało się w zróżnicowanym stanie. Od prawie kompletnego zachowania łącznie z detalem, ogrodzeniem i fragmentami blaszanego pokrycia stropodachu (schron "Rajsko") aż po zaawansowaną dewastację (schron "Węgrzce"). Większość obiektów utrzymuje dość dobry stan zachowania i średni stan techniczny pełniąc funkcję składów i magazynów użytkowanych przez mieszkańców domów znajdujących się w sąsiedztwie.